# 動物管理及動物福利綜合大樓

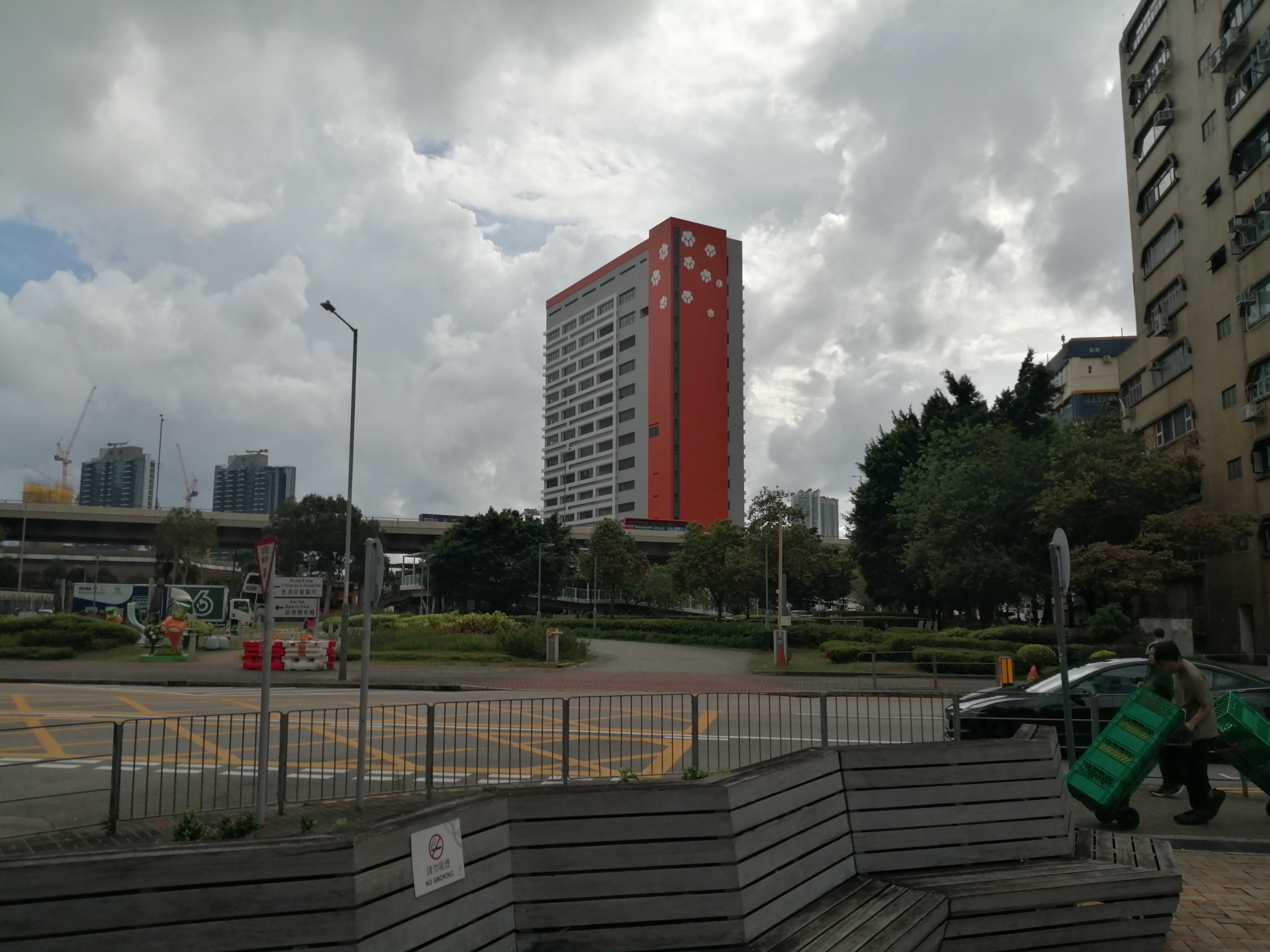

動物管理及動物福利綜合大樓（英語：Animal Management and Animal Welfare Building Complex）位於香港九龍啟德承佑街16號，是漁農自然護理署管理的一座動物管理綜合大樓。

## 歷史
九龍動物管理中心原址位於九龍土瓜灣宋皇臺道102號，於1960年代建成，由於樓面面積有限，又受到建築結構限制，故無法改善服務。因此漁護署於2019年3月向立法會申請撥款，興建新大樓。原址則改為興建公營房屋，並提供600個單位。
漁護署九龍動物管理中心於2024年7月29日率先遷入大樓。綜合大樓於2024年11月21日開幕，由環境及生態局局長謝展寰、常任秘書長（食物）楊碧筠、漁護署署長黎堅明和建築署署長李翹彥主持開幕禮。

## 建築設計
大樓用地面積2344平方米，總樓面面積約2.1萬平方米，樓高14層，亦有指為15層。大樓提供270個動物暫住設施，比原有設施的120個多一倍，同時提供更多動物檢疫設施，縮短進口動物人士預約檢疫設施等候時間。